# Убийцы на замену
«Убийцы на замену» (англ. «The Replacement Killers») — кинофильм, боевик режиссёра Антуана Фукуа. Слоган фильма «Conscience has no place in the heart of an assassin» («В сердце убийцы нет места для совести»). Мировая премьера состоялась 12 января 1998 года.

## Сюжет
Эмигрант из Китая Джон Ли (Чоу Юньфат) — профессиональный киллер высочайшего класса со своим понятием о справедливости — его «мишенями» являются только гангстеры, остальные люди в акциях не страдают. Крупный наркобарон китайского квартала мистер Вэй приобщил к своему бизнесу собственного сына, и во время одной из сделок сын гибнет от руки полицейского Стэна Зидкова (Майкл Рукер). Вэй, желая отомстить стражу порядка, поручает Джону убить семилетнего сына этого полицейского. Джон отказывается убивать невинного мальчика, и тогда Вэй нанимает на замену двух безжалостных убийц, которые не остановятся ни перед чем, ради достижения цели. Теперь Джону Ли приходится не только спасать сына полицейского, но и обезвреживать этих новых убийц. Джон решает вместе с семьей уехать в Китай, для чего необходимо изготовить документы. Он обращается к мошеннице Мэг (Мира Сорвино), но мафия уже идет по его пятам — вдвоем с Мэг они попадают под перекрестный огонь преступников и полиции. Единственный способ спастись — скрываться и от тех и от других, но рано или поздно им придется столкнуться лицом к лицу.

## В ролях
| Актёр                | Роль                        |
| -------------------- | --------------------------- |
| Чоу Юньфат           | Джон Ли                     |
| Мира Сорвино         | Мэг Коубёрн                 |
| Майкл Рукер          | Стэн "Зидо" Зидков          |
| Кеннет Цан           | Теренс Вей                  |
| Юрген Прохнов        | Майкл Коган                 |
| Тиль Швайгер         | Райкер                      |
| Дэнни Трехо          | Коллинз                     |
| Клифтон Коллинз      | Локо                        |
| Никки Мичо           | Николь, полицейский эксперт |
| Карлос Гомес (актёр) | детектив Хант               |
| Патрик Килпатрик     | Прайс                       |
| Рэндалл Дук Ким      | Алан Чан                    |
| Фрэнк Медрано        | Эдди Роулинс                |
| Карлос Леон          | Ромеро                      |
| Лео Ли               | Лам                         |
| Томас Розалес        | гангстер                    |

## Музыка
В дополнение к саундтреку к классической музыке Harry Gregson-Williams в фильм вошли также несколько песен современных артистов и групп, в том числе: "Escape From The City Of Angels" от Ithaka (aka Ithaka Darin Pappas), "Boom Boom Caw" от Brad, "Jaan" от Talvin Singh, "Keep Hope Alive" от  The Crystal Method, "Makes Me Wanna Die" от Tricky и "Rocco" от Death in Vegas.